# 홍대광
홍대광(洪大光, 1985년 1월 9일 ~ )은 대한민국의 가수이다. 《슈퍼스타K 4》에 출연을 하여 4위를 하였다. 슈퍼스타K 4에 나오기 전에는 거리 공연자, 보컬 선생님이자, 명지대학교 건축학과를 다니던 건축학도였다. 본격적으로 음악에 꿈을 두게 된 것은 군 시절이다. 군 제대 후 동아방송예술대학교 영상음악계열을 전공하게 된다. 제2회 CCM루키 선발 경연대회에서 금상을 받은 경험이 있다. '피에로'라는 이름으로 낸 '그대는'이라는 노래도 있다. 《슈퍼스타K 4》의 방송이 끝나고 MMO 엔터테인먼트와 계약하여 2013년 4월 5일 '멀어진다' 앨범 수록곡인 '굿바이'를 선공개 한 후 19일 첫 번째 미니앨범인 '멀어진다'을 발매하여 데뷔를 하였다.

## 학력
- 명지대학교 건축학과 중퇴
- 동아방송예술대학교 영상음악계열 보컬전공

## 음반

### EP
- 2013년 《멀어진다》
- 2014년 《THE SILVER LINING '답이 없었어'》
- 2014년 《THE SILVER LINING '고마워 내사랑'》
- 2015년 《너랑》
- 2017년 《And you?》
- 2019년 《Inside Wants》

### 싱글
- 2015년 《잘됐으면 좋겠다》
- 2016년 《홍대에 가면》
- 2016년 《힙알못 프로젝트 - 힙합이 뭔데》
- 2017년 《기획앨범 Story About : 썸, 한달 - 연애하고 싶어》
- 2018년 《LOVE IS YOU》
- 2018년 《바람의 언덕》
- 2019년 《너로 완벽한 순간》
- 2020년 《네가 나의 눈을 바라봐줬을때》

### OST
- 2013년 《주군의 태양 OST Part 2》
- 2014년 《괜찮아, 사랑이야 OST Part 5》
- 2015년 《너를 기억해 OST Part 3》
- 2016년 《한 번 더 해피엔딩 OST Part 3》
- 2016년 《끝에서 두번째 사랑 OST Part 5》
- 2017년 《내성적인 보스 OST Part 1》
- 2017년 《고백부부 OST Part 6》
- 2018년 《단내투어 OST》
- 2018년 《어바웃 타임 OST Part 5》
- 2018년 《땐뽀걸즈 OST Part 1》
- 2019년 《그녀의 사생활 OST Part 2》
- 2019년 《바람이 분다 OST Part 5》
- 2019년 《잼있는 버스 OST》
- 2019년 《하자있는 인간들 OST Part 4》
- 2021년 《신사와 아가씨 OST part 3》

## 방송 출연 및 진행
- 《슈퍼스타 K4》 (Mnet, 2012년)
- 《비틀즈 코드 시즌 2》 (Mnet, 2012년)
- 《와이드 연예뉴스》 (Mnet, 2012년)
- 《슈퍼스타 K4 TOP12 토크콘서트》 (Mnet, 2012년)
- 《Super Voice Show》 (Mnet, 2012년)
- 《슈퍼스타K 4ever 스페셜 트랙》 (Mnet, 2012년)
- 《윤도현의 MUST》 (Mnet, 2013년)
- 《강연 100℃》 (KBS1, 2013년)
- 《방송의 적 이적쇼》 (Mnet, 2013년)
- 《펫토리얼리스트》 (온스타일, 2013년)
- 《히든 싱어 시즌 2》 (JTBC, 2013년)
- 《출발드림팀 시즌 2》 (KBS2, 2014년)
- 《국악스캔들 꾼》 (tvN, 2014년)
- 《불후의 명곡: 전설을 노래하다》 (KBS2, 2014년)
- 《음악이 흐르는 책방 홍대광입니다》 (EBS FM, 2014년 ~ 2016년)
- 《EBS 책 읽는 라디오 낭독 시리즈》 (EBS FM, 2014년)
- 《식샤를 합시다 2》 (tvN, 2015년)
- 《SNL 코리아》 (tvN, 2015년)
- 《유희열의 스케치북》 (KBS2, 2015년)
- 《백인백곡 끝까지 간다》 (JTBC, 2015년)
- 《화려한 유혹》 (MBC, 2015년)
- 《미스터리 음악쇼 복면가왕》 (MBC, 2016년) 암행어사, 출두요!
- 《애프터클럽》 (SBS 파워FM, 2017년 ~ 2018년)

## 공연

### 2012년
- 《슈퍼스타K4 TOP12 CONCERT - 인천》 (인천삼산월드체육관, 2012년 12월 24일)

### 2013년
- 《김광석 다시 부르기 - 대구》 (엑스코 오디토리움, 2013년 1월 26일)
- 《김광석 다시 부르기》 (세종문화회관 대극장, 2013년 2월 16일)
- 《김광석 다시 부르기 - 대전》 (CMB엑스포아트홀, 2013년 3월 23일)
- 《김광석 다시 부르기 - 청주》 (청주예술의전당 대공연장, 2013년 4월 6일)
- 《M GIGS DAY》 (여의도 M PUB, 2013년 5월 12일)
- 《김광석 다시 부르기 - 고양》 (고양아람누리 아람극장, 2013년 6월 15일)
- 《슈퍼스타K 올스타 콘서트》 (서울시청 잔디광장, 2013년 8월 4일)
- 《삼성카드셀렉트17 언플러그드 콘서트》 (블루스퀘어 삼성카드홀, 2013년 9월 13-14일)
- 《그랜드 민트 페스티벌 2013》 (올림픽공원, 2013년 10월 20일)
- 《안치환, 홍대광, 그리고 자전거 탄 풍경》 (고양 어울림누리 어울림극장, 2013년 11월 9일)

### 2014년
- 《응답하라 1994 드라마 콘서트》 (경희대학교 평화의전당, 2014년 2월 15일)
- 《김광석 다시 부르기 - 대전》 (충남대학교 정심화국제문화회관 정심화홀, 2014년 3월 1일)
- 《김광석 다시 부르기 - 김해》 (김해문화의전당 마루홀, 2014년 3월 29일)
- 《김광석 다시 부르기 - 춘천》 (춘천문화예술회관, 2014년 4월 10일)
- 《홍대광 단독 콘서트 - 6월의 첫 고백》 (올림픽공원 K아트홀, 2014년 6월 14-15일)
- 《2014 사운드베리 페스타》 (63빌딩 컨벤션센터, 2014년 8월 15일)
- 《슈퍼스타K6 올스타 콘서트》 (잠실실내체육관, 2014년 8월 15일)
- 《2014 렛츠락페스티벌》 (한강시민공원 난지지구 중앙잔디마당, 2014년 9월 20일)
- 《그랜드 민트 페스티벌 2014》 (올림픽공원, 2014년 10월 18일)
- 《2014 홍대광 콘서트》 (백암아트홀, 2014년 12월 24-25일)

### 2015년
- 《김광석 다시 부르기 - 대구》 (대구 경북대 대강당, 2015년 2월 8일)
- 《뷰티풀 민트 라이프 2015》 (올림픽공원, 2015년 5월 2일)
- 《2015 홍대광 콘서트 - 한여름 밤의 고백》 (서강대학교 메리홀 대극장, 2015년 6월 27-28일)
- 《2015 사운드베리 페스타》 (63빌딩 컨벤션센터, 2015년 8월 16일)
- 《2015 조이올팍 페스티벌》 (서울 올림픽공원 올림픽홀, 2015년 9월 20일)
- 《2015 산책》 (부산롯데호텔 크리스탈볼룸, 2015년 10월 10일)
- 《2015 서울(노원)콘서트》 (노원문화예술회관 대공연장, 2015년 11월 16일)
- 《2015 광산팟콘》 (마포아트센터 아트홀 맥, 2015년 11월 24일)

### 2016년
- 《2016 김광석 다시 부르기 - 부산》 (부산시민회관 대극장, 2016년 2월 20일)
- 《2016 Have A Nice Day》 (올림픽공원 올림픽홀, 2016년 2월 27일)
- 《2016 메모리즈》 (부산롯데호텔 크리스탈볼룸, 2016년 3월 13일)
- 《2016 춘천 밴드 페스티벌》 (송암레포츠타운, 2016년 5월 14일)
- 《2016 그린 플러그드 서울》 (난지한강공원, 2016년 5월 22일)
- 《2016 월드디저트 페스티벌》 (난지한강공원 중앙잔디마당, 2016년 6월 11일)
- 《2016 디어콘서트》 (공감센터, 2016년 7월 2일)
- 《2016 렛츠락 페스티벌》 (난지한강공원 중앙잔디마당, 2016년 9월 25일)
- 《2016 홍대광 콘서트 - 홍대에서 하는 홍대광 콘서트》 (무브홀, 2016년 12월 10-11일)

### 2017년
- 《2017 You & I》 (부산시민회관 대극장, 2017년 4월 15일)
- 《2017 올리브 페스티벌》 (서울 잠실 올림픽공원, 2017년 4월 22일)
- 《2017 서울재즈페스티벌》 (서울 잠실 올림픽공원, 2017년 5월 28일)
- 《천원으로 즐기는 가을음악회<거미&홍대광 콘서트>》 (모두누림센터 누림아트홀, 2017년 11월 18일)
- 《2017 홍대광 연말콘서트 '잘 됐으면 좋겠다'》 (노량진 CTS 아트홀, 2017년 12월 30-31일)

### 2018년
- 《거미 X 홍대광 콘서트 - 구리》 (구리아트홀 코스모스 대극장, 2018년 2월 3일)
- 《거미＆홍대광 콘서트 - 경기광주》 (남한산성아트홀 대극장, 2018년 3월 14일)
- 《홍대광 소극장콘서트 "Light ON" - 서울》 (CKL스테이지, 2018년 5월 11-20일)
- 《홍대광 소극장콘서트 "Light ON" - 부산》 (해운대문화회관 해운홀, 2018년 5월 27일)
- 《금정에 반하다 '2018 인디콘서트' - 부산》 (부산 금정문화회관 소공연장, 2018년 7월 03-07일)
- 《溫[따뜻할 온] 스테이지 with 홍대광》 (중랑구민회관, 2018년 7월 29일)
- 《우리들 이야기 Ep. 2 홍대광》 (KT&G상상마당 대치아트홀, 2018년 10월 6일)
- 《홍대광 콘서트 1021》 (하나투어 브이홀, 2018년 10월 21일)
- 《홍대광＆안녕바다 〈Romantic Autumn〉 - 의정부》 (의정부예술의전당 대극장, 2018년 11월 16일)
- 《2018 홍대광 단독연말콘서트 '잘됐으면 좋겠다' SEASON 2》 (마포아트센터 아트홀맥, 2018년 12월 29-30일)

### 2019년
- 《어떤 이야기를 들려드릴까요? Ep.15 홍대광 단독 콘서트》 (전주덕진예술회관, 2019년 2월 16일)
- 《그린플러그드 서울 2019》 (난지한강공원, 2019년 5월 19일)
- 《홍대광 소극장콘서트 "Light ON"－다시，아침》 (CKL스테이지, 2019년 6월 06-16일)